# خوان كول
جون «خوان» ريكاردو كول (ولد في تشرين الأول/أكتوبر 1952) هو مؤرخ أميركي من الحديث في الشرق الأوسط وجنوب آسيا في جامعة ميشيغان. وقد ظهر على شاشة التلفزيون ، وأدلى بشهادته أمام مجلس الشيوخ في الولايات المتحدة.

## مواقع إلكترونية
- Informed Comment